# Hohenheim

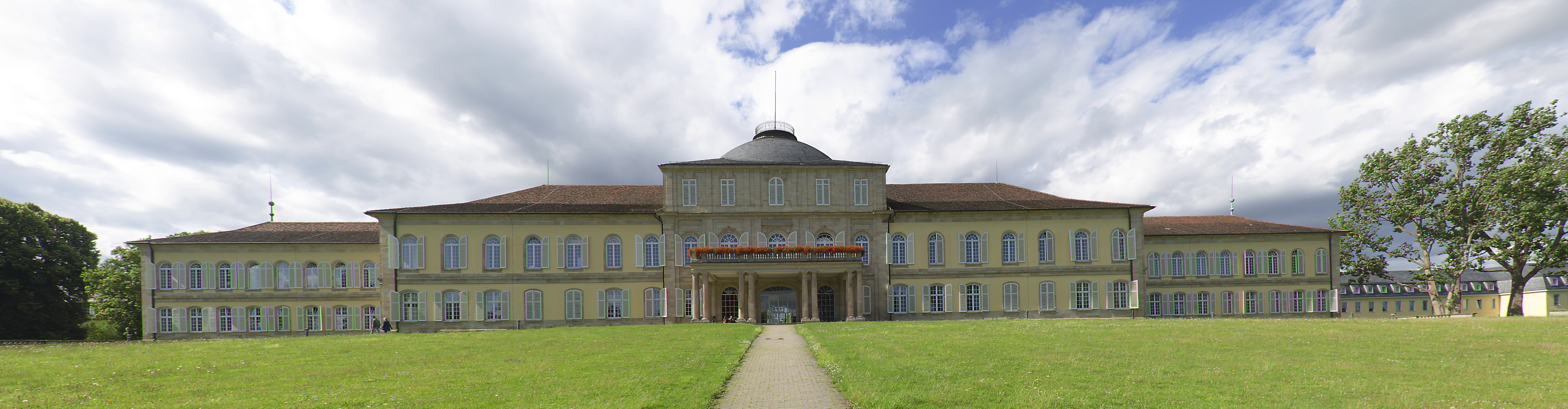
Schloss Hohenheim

Hohenheim är en stadsdel i Stuttgart, förbundslandet Baden-Württemberg, Tyskland, med 677 invånare (2007).
Hohenheim är känt för det 1782 byggda Schloss Hohenheim och det 1818 grundade Universität Hohenheim, ursprungligen en lant- och skogsbruksakademi grundlagd av Johann Nepomuk Hubert von Schwerz.